# Цепь Корана
Цепь Кора́на (Де́ло № 035) — оперативное название уголовного дела, сфабрикованного в 1940 году сотрудниками НКВД Казахской ССР в отношении представителей мусульманского духовенства и верующих из Казахской, Туркменской, Узбекской и Таджикской ССР и РСФСР. Привлекаемых лиц обвинили в создании «панисламистской повстанческой организации». Подозреваемыми по делу проходили 237 человек (мусульманские духовные лица, представители дореволюционной светской элиты). Их обвиняли в том, что они хотели создать на территории Средней Азии государство, основанное на принципах шариата во главе с мусульманским духовенством при вооружённой помощи «капиталистических мусульманских государств против кяфиров-большевиков и советской власти». По версии следствия, эта повстанческая организация была связана с разведками мусульманских стран (Ирана, Саудовской Аравии, Турции), Великобритании и Франции. По делу были арестованы 70 человек, из которых 12 были расстреляны. 27 августа 1959 года все фигуранты «Цепи Корана» были реабилитированы «за отсутствием состава преступления».

## Название
Название «Цепь Корана» используется для обозначения уголовного дела № 035 в официальных документах НКВД Казахской ССР, которое его и сфабриковало, объединив в 1940 году ряд уголовных дел в одно.

## Предыстория
В первые годы советской власти большевики относились к исламу и мусульманскому духовенству значительно лучше, чем, например, к Русской православной церкви. Это было связано как с внешнеполитическим фактором (расчет на продвижение идеи мировой революции в мусульманские страны и территории), так и внутриполитическим фактором (конкуренцией с религиозными элитами Средней Азии). До 1929 года репрессии в отношении мусульманского духовенства были относительно мягкими и спорадическими.
Мусульманское духовенство СССР в 1920-е годы воссоздало свои организационные центры в виде духовных управлений. В масштабах СССР в этот период ведущую роль играло Центральное духовное управление мусульман (ЦДУМ), созданное в 1920 и зарегистрированное властями РСФСР в 1923 году. Резиденция ЦДУМ находилась в Уфе. ЦДУМ в 1920-е годы стремилось распространить свое влияние не только на РСФСР, но и на Среднюю Азию. Среднеазиатское духовенство в организационном плане отличалось от волго-уральского тем, что не имело крупных объединений. Фактически муллы Средней Азии не подчинялись никому. Этим они отличались от волго-уральских мулл, которые еще до 1917 года были объединены в Оренбургское магометанское духовное управление. ЦДУМ приступило к формированию таких религиозных объединений в Средней Азии и Казахстане. В середине 1920-х годов действовал муфтият Узбекской ССР в Ташкенте, но он не пользовался существенным влиянием среди духовенства этой республики. Более того, на территории Узбекской ССР в этот период существовал ряд независимых духовных управлений.
По состоянию на 1927 год отдельные духовные управления мусульман действовали в Самарканде, Коканде, Андижане, Намангане, Маргелане, Старой Бухаре и Хиве. В 1926 году представитель ЦДУМ был направлен в Туркмению.
Объединение советских мусульман вокруг одного духовного центра в 1920-е годы не состоялось благодаря усилиям Восточного отдела ОГПУ, который организовал движение за автономию духовных управлений «восточных республик» от ЦДУМ. В результате этой политики ЦДУМ потерял контроль над управлениями Средней Азии и Казахстана. В 1928 году из-под юрисдикции ЦДУМ вышел советский Казахстан.
В 1929—1930 годах в связи с коллективизацией и изменением внешнеполитического курса (крахом надежд на совершение мировой революции «руками Востока») политика советской власти в отношении мусульман резко ужесточилась: был закрыт ряд мечетей, по уголовным делам осудили ряд представителей мусульманского духовенства. Преследование мусульман заметно усилилось. Об этом свидетельствовал Петр Смидович, который в мае 1930 года в Уфе принял и выслушал председателя Центрального духовного управления мусульман Ризаитдина Фахретдинова. По итогам встречи Смидович обратился с докладной запиской к Михаилу Калинину. В ней он отметил, что положение с правами мусульман хуже, чем с верующими других конфессий. Смидович писал Калинину:

Все религиозные организации мусульман находятся накануне полнейшего разрушения и исчезновения с лица земли. Пока закрылось 87 % мухтасибатов (мусульманские епископаты), из 12 000 мечетей закрыто более 10 000, от 90 до 97 % мулл и муэдзинов лишены возможности отправлять культ… Положение по мусульманскому культу хуже, чем по другим культам, но, в общем, рисует характерную для всех культов картину…
Волна гонений в отношении мусульманского духовенства завершилась к концу 1930 года серией уступок верующим. Власти вернули часть ранее отобранных мечетей, были осуждены некоторые местные активисты, закрывавшие мечети. Был создан специальный орган, который осуществлял защиту верующих и духовенства и следил за тем, чтобы местные власти не нарушали их права. Им стала Постоянная комиссия по культовым вопросам при Президиуме ВЦИК СССР (создана в мае 1929 года), которую возглавлял Петр Смидович. На местах создавались культовые комиссии, подчиненные Комиссии Смидовича. Они должны были рассматривать жалобы на нарушения прав верующих. Такие комиссии были созданы далеко не везде.
Активности Комиссии Смидовича хватило не надолго. С 1933 года комиссия Смидовича (его сменил в 1935 году юрист Петр Красиков) осуществляла правозащитную деятельность непоследовательно и эпизодически, причем порой правозащитные усилия Комиссии перекрывались уступками сторонникам борьбы с религией. В 1934 году Комиссия была формально упразднена, но ее полномочия были сразу же переданы новому органу, который возглавил тот же Смидович — Постоянной комиссии по рассмотрению культовых вопросов при Президиуме ЦИК СССР. Таким образом 1933—1935 годы стали периодом постепенного наступления на духовенство и верующих со стороны местных властей.

### Политические процессы 1936—1938 годов в отношении мусульманского духовенства
В период Большого террора на мусульманское духовенство обрушилась волна репрессий, которые отличались размахом и охватили всю территорию страны. В 1936 году скончались председатель Центрального духовного управления мусульман Ризаитдин Фахретдинов и муфтий Центрального духовного управления мусульман Башкирской АССР Мутыгулла Гатауллин. Советские власти не дали согласия на проведение съезда для избрания преемника Фахретдинова. Исполняющим обязанности муфтия стал Габдрахман Расулев. В том же году власти возбудили уголовное «Дело о заговоре руководителей ЦДУМ», по итогам которого были арестованы и расстреляны более 30 человек, в том числе три казыя ЦДУМ. Дело ЦДУМ рассматривалось около двух лет. В связи с делом ЦДУМ были арестованы представители духовенства тех местностей, где в 1920-е годы действовали управления ЦДУМ. Так, по делу ЦДУМ проходили муллы Ташкента.
Фабрикуя дела в отношении волго-уральского духовенства, советские следователи в 1937—1938 годах подчеркивали, что оно связано с духовенством Средней Азии и Казахстана, совместно с которым пыталось вести контрреволюционную борьбу. Обычно духовенство обвиняли либо в панисламизме, либо в пантюркизме (в документах контрразведки он нередко именовался «национализмом»). Как правило, работники советских спецслужб называли панисламистом мусульманское духовное лицо, которое выступало за создание единой иерархической структуры духовного управления для всех мусульман СССР или допускало высказывания о духовной общности мусульман всего мира.
«Пантюркистом» («националистом») называли духовного лидера, который считал необходимой организацию мусульманского духовенства и верующих по национальному признаку. Деление на пантюркистов и панисламистов было настолько размытым, что один и тот же представитель духовенства мог одновременно проходить по документам советских спецслужб и как панисламист и как пантюркист. Например, Кашаф Тарджиманов в «Списках татаро-башкирских националистов и мусульманского духовенства Башкирии» 1923 года значился националистом, а в выписках Татарского политического отдела ГПУ (составлены в декабре 1922 года) проходил как панисламист. Впрочем, вне зависимости от оценки действий (панисламист — пантюркист) следователи старались подчеркнуть, что татаро-башкирское духовенство Поволжья осуществляло антисоветскую деятельность в связи с духовенством Средней Азии и Казахстана.
В 1937 году была разгромлена «контрреволюционная буржуазно-националистическая повстанческая» организация в Башкирской АССР во главе с женщиной-кади Мухлисой Буби. По версии следствия, эта организация имела филиалы в Казахстане и осуществляла связь со Средней Азией через Магди Магкулова. В 1937 году Буби была расстреляна. В 1938 году (параллельно с делом ЦДУМ) было сфабриковано дело об «Идель-Уральской организации». По нему проходили представители мусульманского духовенства и верующие. Обвиняемые по этому делу советские мусульмане из «населенных тюркоязычными народами территорий СССР — Татарии, Башкирии, Узбекистана, Киргизии, Туркмении и Казахстана с присоединением к ним Восточного Туркестана (Западный Китай)» собирались создать «Великий Туран».
В 1937—1938 годах в Южном Казахстане и Узбекистане была «раскрыта» «антисоветская панисламистская террористическо-повстанческая и шпионско-диверсионная организация», связанная с мусульманской эмиграцией и японской разведкой. Большинство обвиняемых по этому делу (231 человек из 267) были из Южного Казахстана, остальные из Узбекистана. Дело связали с «делом ЦДУМ»: обвиняемым вменяли в вину связь с «японскими агентами» из состава ЦДУМ — кази ЦДУМ Магди Магкуловым (расстрелян в 1937 году) и заместителем муфтия ЦДУМ Кашафом Тарджимановым (арестован в 1936 году, дата смерти не установлена). По итогам этого дела, двое религиозных авторитетов-ишанов, которых советские органы считали лидерами организации (узбек Юсупхан Умартюряев и казах Алькен Джангирходжаев) были расстреляны в 1937 году.
В апреле 1938 года была упразднена Комиссия Красикова, а все вопросы, связанные с религией были переданы НКВД СССР. С ликвидацией Комиссии верующие потеряли последний государственный орган, который хотя и непоследовательно, но пытался защитить их права. Более того, защита прав верующих оказалась в ведение той структуры, которая их нарушала.

## Возникновение «Цепи Корана»
В первой половине 1940 года НКВД Казахской ССР вел семь оперативных дел по Южно-Казахстанской и Актюбинской областям. 20 июня 1940 года все эти дела были объединены в одно производство.
3 июля 1940 года на территории Казахской ССР был арестован ишан Суфихан Искандеров, который дал показания о том, что в Узбекистане действует панисламистская организация, связанная с мусульманской эмиграцией в соседнем Афганистане. Благодаря показаниям Искендерова (следствие по нему велось в Алма-Ате) и донесениям агентуры сотрудники НКВД «выявили» обвиняемых в Самарканде и Самаркандской области, Туркмении и Казахстане. Сам Искандеров 1907 года рождения был уроженцем кишлака Торы-Айгир Ак-Дарьинского района Самаркандской области и являлся ишаном, муллой с высшим духовным образованием.
К 1 октября 1940 года был арестован 51 обвиняемый (из них 31 человек дал признательные показания), а еще 19 лиц было запланировано арестовать. Всего по делу № 035 были арестованы 70 человек, хотя подозреваемыми числились 242 человека. Остальные по невыясненным причинам арестованы не были и перед судом не предстали.

## Обвиняемые
Большинство реальных обвиняемых по «Цепи Корана» были из Казахской ССР, преимущественно из Актюбинской и Южно-Казахстанской областей. В Казахстане по «Цепи Корана» к октябрю 1940 года были арестованы и взяты в разработку 238 человек. Из этих лиц 119 человек проживали в Южно-Казахстанской области, а 72 — в Актюбинской области.
Крупная ячейка «Цепи Корана» находилась в Самаркандской области Узбекской ССР. Актив ее насчитывал шесть человек: Суфихан Искандеров, Кара-Ахметджан Худайбердиев, Муса-ходжа Аминов, Камалетдин (Кутбитдин) Валиханов-Мухитдинов, Парасходжа Муминсходжаев, Аскар Икрамов-Касымов. Точная численность арестованных в этом регионе неизвестна из-за недоступности для исследователей документов, хранящихся в архивах Узбекистана. Точно известно, что арестованы были Искандеров и Икрамов-Касымов.
Географически обвиняемые по «Цепи Корана» распределялись следующим образом:
- Южно-Казахстанская область — 119 чел.;
- Актюбинская область — 72 чел.;
- Гурьевская область — 12 чел.;
- Чкаловская область (РСФСР) — 25 чел.;
- Узбекистан;
- Туркмения;
- Таджикистан.

Большинство фигурантов «Цепи Корана» в 1929—1931 годах уже были судимы «за антисоветскую агитацию и деятельность».
В социальном отношении обвиняемые по делу «Цепи Корана» состояли из двух категорий: духовные лица (муллы и ишаны) и светские (в основном представители аристократии). Так обвиняемый Камалетдин Мухитдинов-Валиханов был сыном известного ишана и землевладельца Мухитдина Валиханова, который в 1928 году после конфискации имущества и лишения права голоса бежал в Афганистан, оттуда в Аравию, где и умер в 1930 году в Медине. С этого момента Мухитдинов-Валиханов по версии следствия командовал всеми мюридами своего отца и в этом качестве вел «постоянную антисоветскую панисламистскую деятельность среди мусульман». На допросах Мухитдинов-Валиханов сообщил, что подчиненные ему мюриды (численностью до 60 человек) находились на территории Таджикистана и Узбекистана.
Отдельной категорией лиц, упомянутых в «Цепи Корана» были мюриды обвиняемых ишанов. Численность этих мюридов была неизвестна даже самим ишанам. Во многих протоколах допросов самаркандских ишанов названы только имена мюридов, около которых стоят пометки типа «фамилия неизвестна». Действительно, в Средней Азии существовала практика передачи мюридов по наследству — от умершего отца-ишана к его сыну, который наследовал звание ишана. При этом многих мюридов ишаны знали только внешне, что позволяло советским органам записывать в организацию ближайший круг общения подозреваемого ишана, классифицируя тех, кто с ним контактировал как «панисламистские кадры, так называемые мюриды».

## Обвинение: версия следствия
Версия следствия была такой. Актив выявленной «панисламистской организации» должен был вести «шпионско-разведывательную работу» по заданию руководства ЦДУМ: муфтия Ризаитдина Фахретдинова, его заместителя Кашафа Тарджиманова и казыя Магди Магкулова. Эту указания казахские и среднеазиатские мухтасибы, муллы и ишаны якобы получили на общероссийских съездах мусульман 1923 и 1926 годов.
Руководство ячеек должно было вести пропаганду против советской власти на местах, используя священные книги. Так, руководство самаркандской ячейки использовало для этого Рустами-Достан и Абу-Муслим, «призывающие мусульманское население к беспощадной вооруженной борьбе с кяфирами-большевиками». Караахметжан Худайбердиев писал «очень складные стихи» антисоветского содержания, причем в одном из стихотворений приводились «антисоветские клеветнические измышления о, якобы, голоде в советском Союзе, о недостаче хлеба и других продуктов».
Помимо пропаганды участники должны были заниматься диверсиями. Так, один из обвиняемых согласился в случае войны СССР с капиталистическими странами поджечь алма-атинскую нефтебазу.
Одним из пунктов обвинения были связи с мусульманской эмиграцией за границей. Прежде всего обвинение касалось связей с Афганистаном. В приграничной с СССР полосе Афганистана скрывалось, как отмечалось в документах по делу, «много бежавших из Советского Союза басмачей, баев, мулл, ишанов». Численность этой эмиграции была, по оценкам советских спецслужб, велика. В информационно-аналитическом обзоре 1944 года подчеркивалось, что в начале 1930-х годов только в северных районах Афганистана проживали не менее 4 млн мусульманских эмигрантов из СССР. Современные исследователи приводят более скромные цифры — от полумиллиона до миллиона бывших советских мусульман, бежавших в начале 1930-х годов в Синьцзян и Афганистан. В любом случае численность эмиграции в Афганистане была значительной. В «Цепи Корана» упоминались две эмигрантские организации советских мусульман из бывших участников Адаевского восстания:
- Общество эмигрантов Бухары и Туркестана. Эта организация издавала газету «Голос эмигранта», ее центром был Дели. Филиалы располагались в Бомбее, Кабуле, Дамаске, Мекке, Стамбуле, Париже и Берлине;
- Федерация национальных мусульманских общин Средней Азии. Возникла нелегально в августе 1921 года в Туркестане, с 1923 года действовала за рубежом. Выпускала журналы «Новый Туркестан» и «Молодой Туркестан» в Стамбуле, Париже и Берлине. Прекратила существование около 1942 года.

Обвиняемые неоднократно переходили советско-афганскую границу. Так, Суфихан Искандеров показал, что у него были мюриды среди этих эмигрантов, проживавших в афганском приграничье и что он лично переходил границу.
Также следователи НКВД Казахской ССР вменяли в вину обвиняемым связи с разведкой Франции, Великобритании, Турции, Ирана и Саудовской Аравии, от которых те якобы ждали вооруженной помощи. Связей с разведкой Третьего рейха не вменялось. В материалах дела нет никаких упоминаний о немецкой угрозе.
В докладной записке «О ходе агентурно-оперативной и следственной работы по делу „Цепь Корана“ по состоянию на 1.X.1940 г.» (направлена 13 октября 1940 года 2-м отделом УГБ НКВД Казахской ССР секретарю ЦК КП Казахской ССР Н. А. Скворцову) и в обвинительном заключении указывалось, что целью «всех панисламистских формирований» была подготовка вооруженного восстания на территории СССР, в результате которого должно было быть создано независимое мусульманское государство с законами шариата.

## Критика версии следствия
Доктор исторических наук Юлия Гусева, изучившая материалы дела, указывает на следующие признаки несостоятельности обвинения:
- Объявленные следствием лидерами организации «турецкие агенты» из ЦДУМ Магкулов и Тарджиманов на момент возбуждения дел, соединенных в «Цепь Корана» уже не могли принимать в них участие. Магкулов был уже давно расстрелян, а Тарджиманов около 4-х лет находился в заключении. Кроме того, мусульманское духовенство ряда городов Казахстана и Киргизии в момент готовившихся в 1936 году выборов нового муфтия (после смерти Р. Фахретдинова) поддержало не Тарджиманова, а его оппонента Г. Расулева;
- Использование мнимого фактора панисламистской угрозы. Даже по официальной версии (информационно-аналитической записки 1944 года) с панисламизмом в СССР было покончено еще в 1937 году;
- Отсутствие доказательств того, что ЦДУМ продолжало вести «панисламистскую работу» в Средней Азии и Казахстане в 1928—1936 годах. Сами же связи между руководством ЦДУМ и среднеазиатским духовенством (в частности участие мулл из Средней Азии во всероссийских съездах мусульман 1920-х годов) были ослаблены усилиями советских властей. Нет отчетливых свидетельств того, что на рубеже 1930-х — 1940-х годов эти связи были систематическими и масштабными;
- Значительная часть доказательств — признания обвиняемых во вмененных им преступлениях.

## Приговор
Точное число приговоренных по делу о «цепи Корана» неизвестно. Это связано с тем, что многие документы по делу хранятся в архивах среднеазиатских республик и сегодня недоступны исследователям. Однако известно, что в отношении некоторых обвиняемых дело было передано в суд (внесудебные «тройки» НКВД к тому времени были распущены). Действия обвиняемых были квалифицированы по статье 58 Уголовного кодекса РСФСР.
12 фигурантов дела из Казахстана были приговорены к расстрелу и казнены. Некоторым сохранили жизнь. Так, мулла Суфихан Искандеров, показания которого стали началом арестов, получил по приговору Верховного суда Казахской ССР от 1 марта 1941 года 10 лет исправительно-трудовых лагерей (реабилитирован 21 августа 1992 года).

## Реабилитация участников дела
27 августа 1959 года все участники дела № 035 были реабилитированы «за отсутствием состава преступления».

## Изучение «Цепи Корана» историками
Дело «Цепь Корана» длительное время оставалось не изученным историками. Об этом деле нет никаких сведений в советской и постсоветской научной литературе, базах данных жертв политических репрессий. Не никаких упоминаний об это деле в спецхране Государственного архива Российской Федерации. Забыто это дело было очень быстро — уже в аналитических записках советских спецслужб 1944 года о панисламизме оно не значилось. Исследования этого дела начались в 2017 году и были связаны с обнаружением части документов по нему в одном из архивов Казахстана.